# Rundovní klíč

Schéma expanze klíče na rundovní klíče v šifře DES

Rundovní klíč je pojem z oblasti kryptografie. Vyskytuje se u blokových šifer, které jsou založeny na několikanásobném opakování stejného postupu v takzvaných rundách (např. Feistelovy šifry nebo AES). Rundy se sice neliší výpočetním postupem, ale mohou do nich vstupovat navzájem odlišné rundovní konstanty a také různé rundovní klíče. Každá z rund totiž jako svůj vstup používá klíč. Obvykle se nejedná o hlavní klíč, který je parametrem celého šifrování, ale o podklíče, které jsou z hlavního klíče odvozeny. Pro každou rundu bývá odvozen jiný podklíč a těmto klíčům se říká rundovní klíče. Procesu, kterým se z hlavního klíče odvozují rundovní podklíče, se říká expanze klíče.

## Příklady odvození rundovních klíčů
- Šifra TEA má klíč o délce 128 bitů, který rozdělí na čtyři podklíče o 32 bitech a ty pak opakovaně používá
- Šifra DES používá klíč o délce 56 bitů (a osmi paritních bitů). Rozdělí ho na dvě poloviny o 28 bitech. V každé rundě obě poloviny nezávisle rotuje doleva o jeden či dva bity a z každé poloviny vybírá zvláštní permutací po 24 bitech, které dohromady tvoří rundovní klíč. Každý z bitů hlavního klíče tak ovlivňuje přibližně čtrnáct z šestnácti rundovních klíčů.
- Některé šifry, například AES a Blowfish, používají pro expanzi klíče složitou posloupnost operací blízkou jejich rundovní funkci